# Kazuhito Tanaka
Kazuhito Tanaka, född den 16 maj 1985 i Wakayama, Japan, är en japansk gymnast.
Han tog OS-silver i lagmångkampen i samband med de olympiska gymnastiktävlingarna 2012 i London.